# Вольватенко, Иван Кириллович
Иван Кириллович Вольватенко (белор. Іван Кірылавіч Вальваценка;1915—1996) — участник Великой Отечественной войны, командир 2-й танковой роты 425-го танкового батальона 56-й гвардейской танковой бригады 7-го гвардейского танкового корпуса 3-й гвардейской танковой армии 1-го Украинского фронта, гвардии старший лейтенант. Герой Советского Союза.

## Биография
Родился 2 апреля (15 апреля по новому стилю) 1915 года в дер. Мазолово Мстиславского уезда Могилёвской губернии Российской империи (ныне Мстиславский район, Могилёвская область, Беларусь), в семье крестьянина. Белорус.
Образование 6 классов.
В Красной Армии с 1937 года. Участник освободительного похода советских войск в Западную Украину и Западную Белоруссию в 1939 году, советско-финской войны 1939—1940 годов. В 1939 году окончил шестимесячные курсы младших лейтенантов.
В действующей армии младший лейтенант Вольватенко с 22 июня 1941 года в должности командира взвода 136-го стрелкового полка 96-й стрелковой дивизии. Участник обороны Львова и Киева. В летом 1941 года оказался в Киевском котле. После выхода из окружения окончил танковую школу (1941). Участник Курской битвы, а также освобождения Украины, Берлинской и Пражской операций.
Танковая рота 56-й гвардейской танковой бригады, которой командовал гвардии старший лейтенант Иван Вольватенко, участвовала в боях за Киев. Лично на своём танке он подбил 2 средних танка противника, уничтожил 9 пушек и несколько десятков гитлеровцев. 5 ноября 1943 года рота перерезала шоссе Киев—Житомир. Вольватенко был ранен, но в течение нескольких часов вместе с экипажем продолжал бой, пока не подошла помощь.
Указом Президиума Верховного Совета СССР «О присвоении звания Героя Советского Союза генералам, офицерскому, сержантскому и рядовому составу Красной Армии» от 10 января 1944 года за «образцовое выполнение боевых заданий командования на фронте борьбы с немецко-фашистскими захватчиками и проявленные при этом отвагу и геройство» удостоен звания Героя Советского Союза с вручением ордена Ленина и медали «Золотая Звезда».
Член ВКП(б)/КПСС с 1944 года. С 1946 года майор Вольватенко — в запасе. До 1979 работал на львовском заводе кинескопов. Жил во Львове.
Умер в 1996 году.

## Награды и звания
- Звание Герой Советского Союза (10.01.1944):
  - Орден Ленина,
  - Медаль «Золотая Звезда» № 2081.
- Орден Отечественной войны I степени. Приказ командира 7 гвардейского танкового корпуса № 3/н от 19 февраля 1944 года.
- Орден Отечественной войны I степени. Указ Президиума Верховного Совета СССР от 11 марта 1985 года.
- Орден Трудового Красного Знамени. Указ Президиума Верховного Совета СССР от (?).
- Юбилейная медаль «За доблестный труд. В ознаменование 100-летия со дня рождения Владимира Ильича Ленина».Указ Президиума Верховного Совета СССР от 5 ноября 1969 года.
- Медаль «За победу над Германией в Великой Отечественной войне 1941—1945 гг.». Указ Президиума Верховного Совета СССР от 9 мая 1945 года.
- Медали СССР.

## Память
Имя Героя носит пионерская дружина ГУО «Мазоловский УПК детсад-СШ».